# قمبود روسي
قمبود روسي (الاسم العلمي: Campodea rossi) هو نوع من الحيوانات يتبع جنس القمبود من فصيلة القمابيد.